# Diecezja Buenaventura
Diecezja Buenaventura (łac. Dioecesis Bonaventurensis, hisz. Diócesis de Buenaventura) – rzymskokatolicka diecezja ze stolicą w Buenaventurze, w Kolumbii. Jest sufraganią archidiecezji Cali.
W 2021 na terenie diecezji pracowało 16 zakonników i 32 sióstr zakonnych.

## Historia
14 listopada 1952 papież Pius XII bullą Provida Mater Ecclesia erygował wikariat apostolski Buenaventura. Dotychczas wierni z tych terenów należeli do diecezji Cali (obecnie archidiecezja Cali) i do prefektury apostolskiej Tumaco (obecnie diecezja Tumaco).
30 listopada 1996 papież Jan Paweł II podniósł wikariat apostolski Buenaventura do rangi diecezji.

## Główne świątynie
- Katedra: Katedra św. Bonawentury w Buenaventura

## Ordynariusze

### Wikariusze apostolscy Buenaventury
- Gerardo Valencia Cano MXY (1953 - 1972)
- Heriberto Correa Yepes MXY (1973 - 1996)

### Biskupi Buenaventury
- Rigoberto Corredor Bermúdez (1996 - 2003) następnie mianowany biskupem Garzón
- Héctor Epalza Quintero PSS (2004 - 2017)
- Rubén Darío Jaramillo Montoya (od 2017)

Mapa diecezji